# Thamar Henneken
Thamar Henneken (n. 2 august 1979, Delft, Țările de Jos) este o înotătoare ce a reprezentat Regatul Țărilor de Jos, medaliată olimpică. A participat la o ediție a Jocurilor Olimpice (2000) în care a câștigat o medalie de argint.

## Participări
Lista de mai jos prezintă principalele competiții la care a participat Thamar Henneken de-a lungul carierei.
- swimming at the 2000 Summer Olympics – women's 4 × 100 metre freestyle relay[*]